# Burgos (Sardinien)
Burgos (sardisch: Su Burgu) ist eine italienische Gemeinde (comune) mit 834 Einwohnern (Stand 31. Dezember 2023) in der Metropolitanstadt Sassari auf Sardinien. Die Gemeinde liegt etwa 52,5 Kilometer südöstlich von Sassari. 